# صالحة ناجية خانم
صالحة ناجية خانم (بالتركية: Saliha Naciye Hanım)‏ هي زوجة السلطان العثماني عبد الحميد الثاني. وُلدت في 1887 في باطوم، وتوفيت في 4 ديسمبر 1923 في إسطنبول.

## الأبناء
- محمد عابد أفندي